# Jean-Pierre Desagnat
Pour les articles homonymes, voir Desagnat.
Jean-Pierre Desagnat est un réalisateur et scénariste français, né le 18 octobre 1934 à Paris 12e.

## Biographie

### Origines familiales
Jean-Pierre Desagnat naît dans le 12e arrondissement de Paris le 18 octobre 1934, de Louis Desagnat, journaliste à Paris-Soir, et de l’actrice Francia Séguy.

### Carrière
Ancien assistant du réalisateur André Hunebelle, notamment dans Le Bossu et Fantomas, Jean-Pierre Desagnat signe plusieurs réalisations pour le cinéma et la télévision. En 2016, il livre une interview sur sa carrière où il évoque notamment son début de carrière comme assistant réalisateur.

### Vie privée
Jean-Pierre Desagnat épouse la monteuse Janette Kronegger (née en 1939 ou 1940). Ils deviennent les parents du producteur et assistant réalisateur Olivier Desagnat, du réalisateur François Desagnat (né en 1973), ainsi que de l’acteur Vincent Desagnat (né en 1976).

## Filmographie

### Assistant réalisateur

#### Télévision
- 1961-1962 : Le Temps des copains, de Robert Guez

#### Cinéma
- 1960 : Le Capitan d'André Hunebelle
- 1965 : Fantomas se déchaîne d'André Hunebelle
- 1966 : Atout cœur à Tokyo pour OSS 117 de Michel Boisrond
- 1967 : Fantomas contre Scotland Yard d'André Hunebelle
- 1979 : C'est dingue, mais on y va... ! de Michel Gérard

### Réalisateur

#### Télévision
- 1963 : Janique Aimée (série)
- 1965 : Une chambre à louer (série)
- 1973 : L'Éloignement (série en 30 épisodes)
- 1973-1974 : Arsène Lupin (série)
- 1980-1984 : La Vie des autres (série) : segments (de dix épisodes chacun) La Crétoise (1980) ; Le Scandale (1980) ; La ligne de conduite (1984)
- 1983 : Rouge marine, épisode de la série télévisée Les Cinq Dernières Minutes
- 1988 : Les nouveaux chevaliers du ciel (saison 2)

#### Cinéma
- 1983 : Flics de choc

### Réalisateur et scénariste de cinéma
- 1968 : Pas de roses pour OSS 117 (sous la supervision d'André Hunebelle)
- 1969 : Les Étrangers
- 1970 : Vertige pour un tueur
- 1980 : Les Charlots contre Dracula

### Scénariste de télévision
- 1979 : Les Aventures de Plume d'Élan, dessin animé[4]